# Maria Island
Maria Island ist eine Insel vor der Ostküste der australischen Insel Tasmanien.

## Geografie

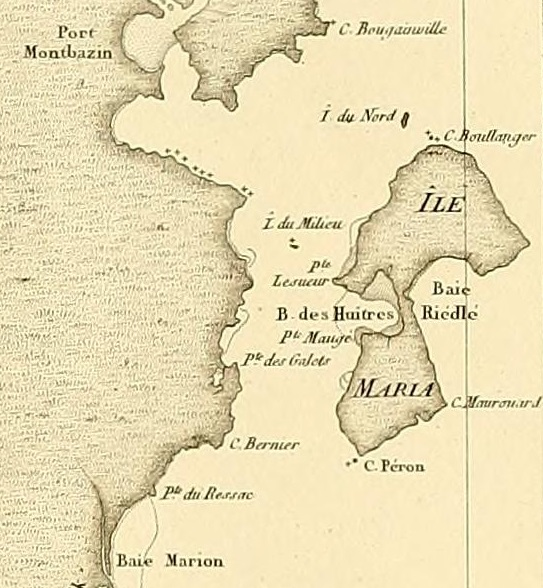
Maria Island auf einer Karte aus dem Atlas de l'expédition Baudin

Die Insel ist durch zwei sichelförmige Buchten nahezu zweigeteilt. Eine, an ihrer dünnsten Stelle etwa 200 Meter breite, Landzunge verbindet den deutlich größeren Nordteil mit dem Südteil der Insel. Die höchste Erhebung ist Mount Maria mit 709 Metern.
Etwa 500 Meter vor der Nordküste liegt das kleine Eiland Ile du Nord.

## Geschichte
Lange bevor europäische Entdecker in diese Region der Welt kamen, besiedelten Aborigines vom Stamm der Tyreddeme die Insel. Der Entdecker Abel Tasman benannte die Insel 1642 nach Maria van Diemen, der Frau des Generalgouverneurs von Niederländisch-Ostindien Anton van Diemen. Der französische Forschungsreisende Nicolas Baudin war schließlich einer der ersten Europäer der die Insel betrat.
Maria Island wurde im frühen 19. Jahrhundert von Wal- und Robbenfängern besiedelt und von den Engländern in den Jahren 1825 bis 1832 als Strafkolonie genutzt.
Der italienische Entrepreneur Diego Bernacchi pachtete die Insel 1884 für einige Zeit, ließ eine Zementfabrik bauen und versuchte Wein anzubauen. Er gründete eine Siedlung mit zeitweise bis zu 250 Einwohnern, Schule, Post und Geschäften. Das Unternehmen scheiterte aber schon 1892. Nur mit der Zementfabrik war kein Auskommen möglich und Bernacchi kehrte 1886 über Melbourne zurück nach London. Im Jahre 1925 versuchte er sich ein zweites Mal. Seine Ideen, auch von Tourismus, waren allerdings seiner Zeit voraus und er scheiterte 1930 endgültig.
Nach dieser zweiten Periode der Industrialisierung wurde Maria Island von einigen Farmer-Familien besiedelt. Aus dieser Zeit stammen auch einige Ruinen von ehemaligen Farmhäusern auf der Insel. Das Ende kam 1971, als die tasmanische Regierung begann, das Land aufzukaufen und in einen Nationalpark zu wandeln.
Heute ist die Insel nicht mehr dauerhaft besiedelt und beherbergt meist nur in den Sommermonaten eine kleine Gruppe Ranger und Touristen.

## Flora und Fauna
Eine enorme Anzahl von Forester-Kängurus, Wallabys, Filandern (engl. Pademelon), Hühnergänsen, Ameisenigeln und Wombats bevölkert die Insel. Das gesamte Gras der Insel ist von den Tieren bis zur Narbe abgefressen. Die überwiegend dämmerungsaktiven Tiere sind kaum menschenscheu und kommen dem Menschen teilweise auch von alleine sehr nahe.
Ansonsten wird die Insel zudem von einer Vielzahl von Vogelarten, allen drei auf Tasmanien vorkommenden Schlangenarten und noch einigen anderen Tierarten bewohnt. Auf Maria Island kommt auch noch die Tasmanien-Schleiereule vor, die mit einer Körpergröße von bis zu 55 Zentimetern die größte aller Schleiereulen ist.

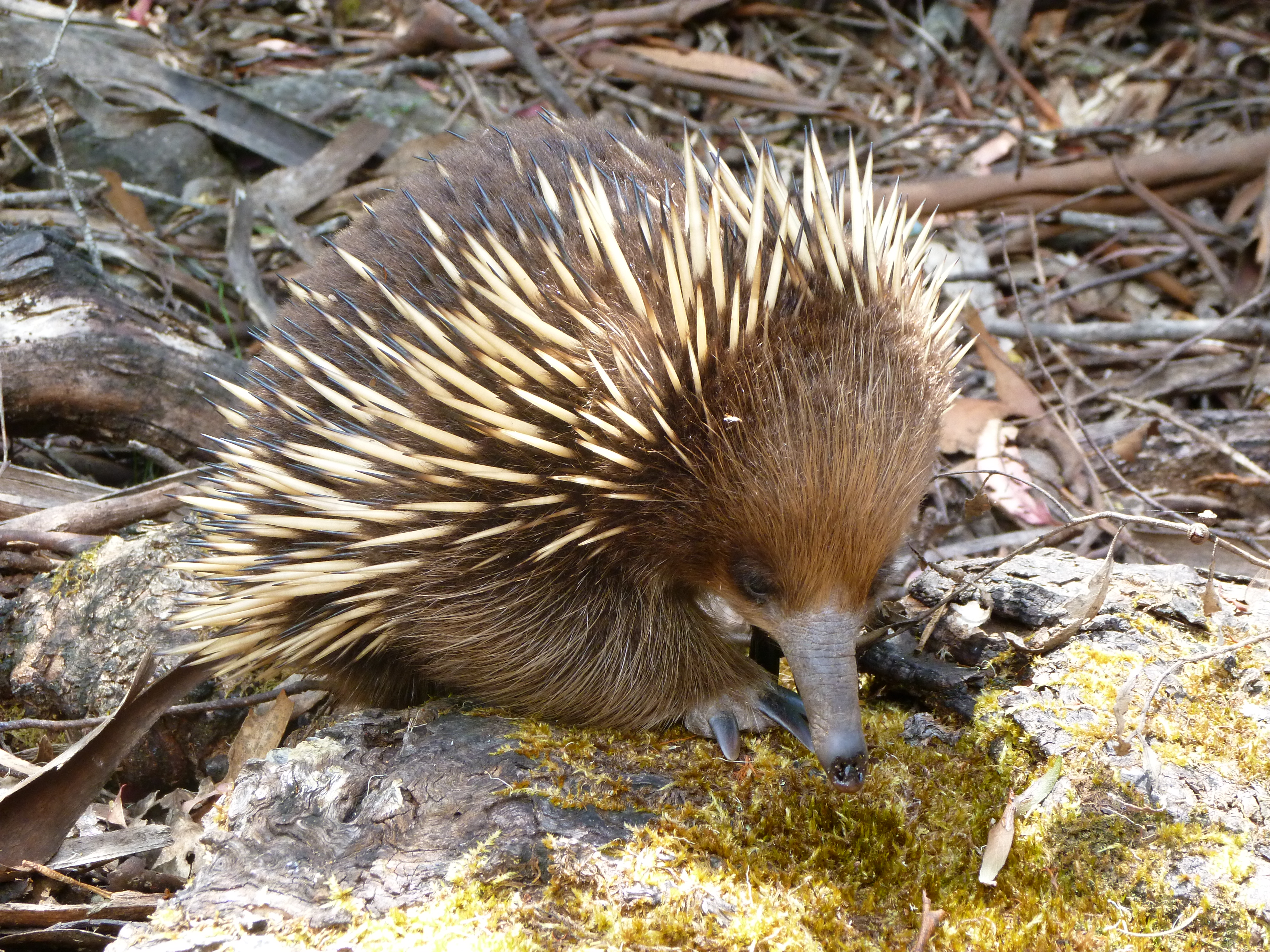
Kurzschnabeligel auf Maria Island
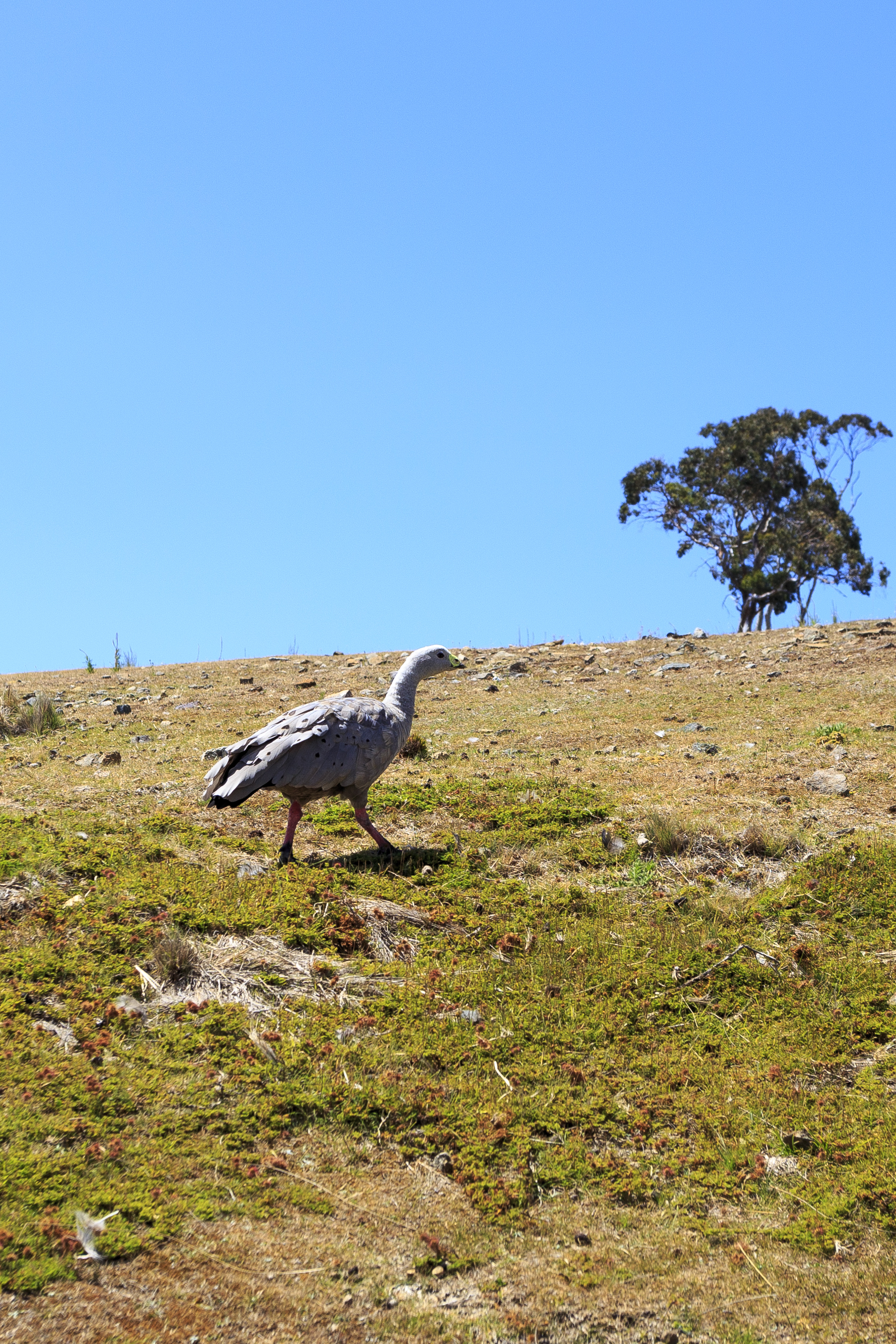
Hühnergans auf Maria Island
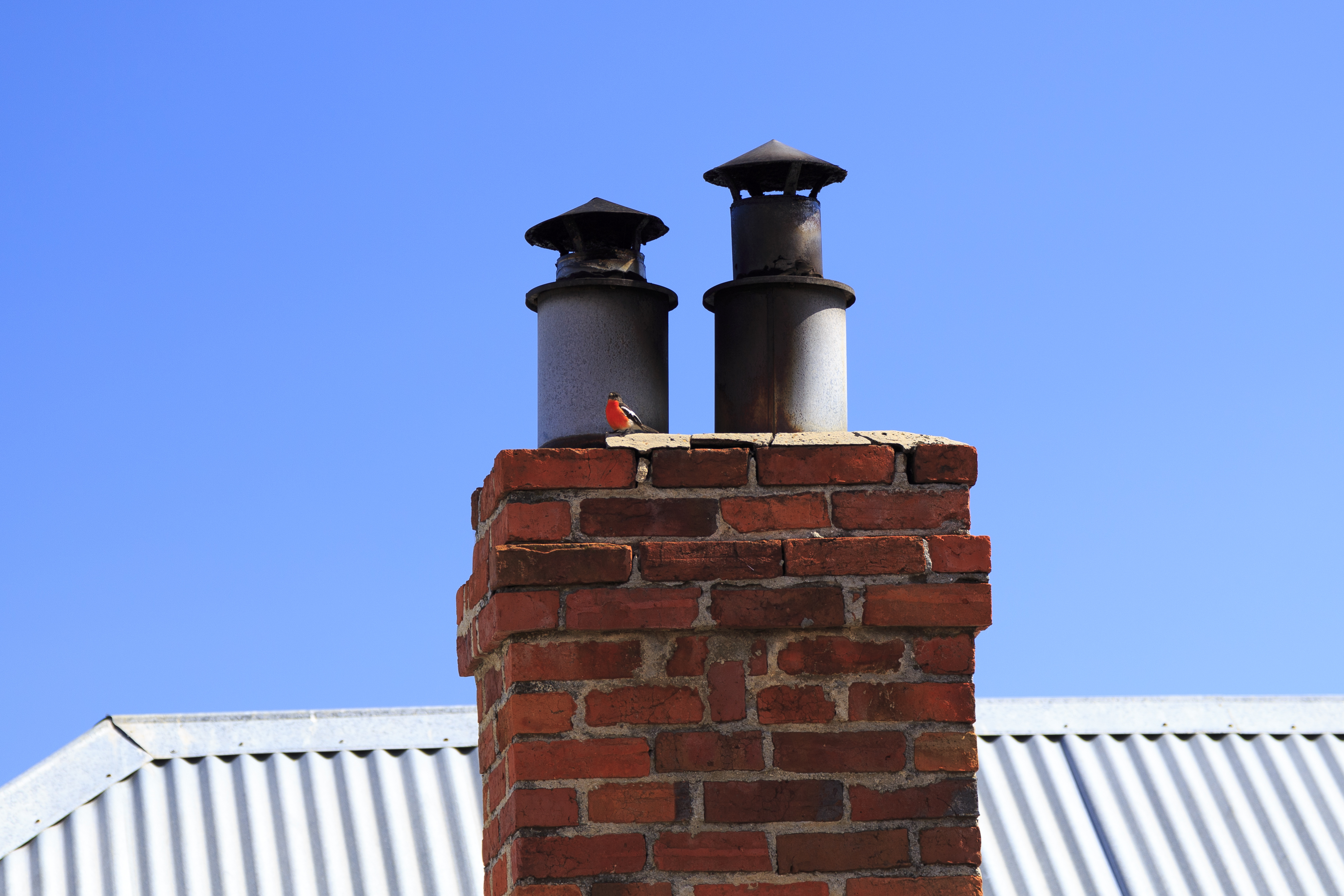
Scharlachschnäpper-Männchen
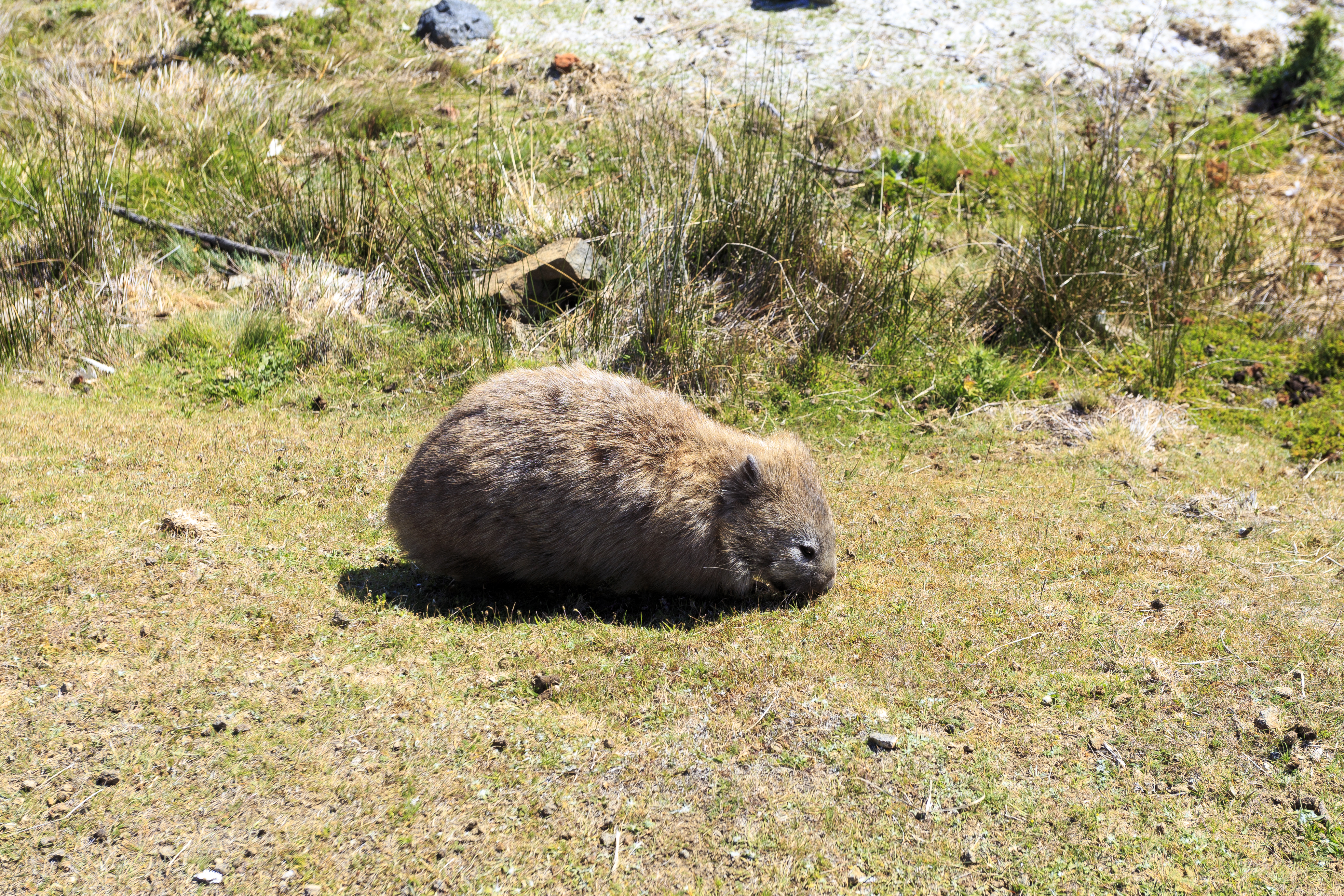
Die zahlreichen Wombats zeigen wenig Scheu

## Sehenswürdigkeiten und Tourismus
Auf die Insel gelangt man am einfachsten mittels einer Fährverbindung. Ein Schnellboot verkehrt zweimal täglich zwischen Triabunna auf Tasmanien und Darlington auf Maria Island. In Triabunna erhält man auch den nötigen Besucherausweis.
Auf der Insel selbst sind keine motorisierten Fahrzeuge zugelassen. Fahrräder sind jedoch erlaubt. Es gibt auf der Insel weder Strom, noch eine Einkaufsmöglichkeit. Warmes Wasser gibt es nur mittels Duschmünzen in begrenzter Menge. Jeder Tourist muss folglich alles Benötigte in ausreichender Menge selbst mitbringen.

### Darlington
Die ehemalige Siedlung Darlington liegt im Nordwesten der Insel. In der Bucht von Darlington befindet sich ein kleiner Schiffsanleger. Unübersehbar stehen hier die überaus unansehnlichen vier Zementtürme, ein Denkmal der versuchten Industrialisierung. Sprengversuchen zum Trotz sind sie heute unter Denkmalschutz.
Das ehemalige Sträflingslager in Darlington, das Darlington Probation Station, ist von der UNESCO 2010 als Weltkulturerbe anerkannt worden. Es war das zweite Lager seiner Art in Tasmanien, dient heute als Rangerstation und Unterkunftsmöglichkeit in Sechsbett-Zimmern mit Holzofen. Direkt hinter den teils restaurierten, teils etwas verfallenen Gebäuden befindet sich ein kleiner Campingplatz für Individualtouristen.
Ein wenig nördlich des Anlegers ist eine etwa 500 Meter kurze Landebahn (Kategorie ALA, Aeroplane Landing Area) für Kleinflugzeuge zu finden. Die Flugzeit nach Hobart beträgt etwa 20 Minuten.

### Painted Cliffs
Etwa zwei Kilometer südlich des Anlegers sind die Painted Cliffs gelegen. Sie sind mit Sicherheit eines der Highlights der Insel. Eisenhaltiges Wasser hat den ehemals weißen Kalkstein mit rötlichen bis gelblichen Färbungen versehen. Die Felsen selbst sind heute vom Meer unterspült und nur bei Ebbe problemlos zu besichtigen.

### Fossil Cliffs
In der Fossil Bay, an der Nordküste von Maria Island, befinden sich große Steinblöcke und Felswände, die mit abertausenden versteinerten Muscheln und Meeresschnecken übersät sind, die Fossil Cliffs. Bei Ebbe kann man über einen Weg gut zu den viele Millionen Jahre alten Versteinerungen gelangen.

### Mount Bishop & Clerk
Mittels einer Halbtageswanderung kann man die Spitze des etwa 600 Meter hohen Mount Bishop & Clerk erreichen. Der Fels fällt hier steil zur Küste hin ab und man kann nahezu die gesamte Insel überblicken.

## Nationalpark
In den Jahren 1971/1972 wurden Teile der Insel und Meeresgebiete vor der Insel zum Nationalpark erklärt.
Im Jahr 2012 wurde eine kleine Zahl an Beutelteufeln auf der Insel ausgewildert. Dies geschah in der Absicht, eine Schutzzone für den durch eine Infektionskrankheit vom Aussterben bedrohten Beutelteufel zu schaffen. Die Beutelteufel-Population stabilisierte und erholte sich durch diese und andere Maßnahmen, aber das Ökosystem von Maria Island, insbesondere die Vogelwelt, nahm schweren Schaden. Während im Jahr 2012 etwa 3000 Brutpaare von Zwergpinguinen beobachtet wurden, waren diese im Jahr 2021 vollständig verschwunden. Auch die dort brütende Kolonie an Kurzschwanz-Sturmtauchern sei durch die Beutelteufel regelrecht „eliminiert“ worden. Vogelschützer forderten daher die Wieder-Entfernung der Beutelteufel von der Insel.